# 社坡镇
社坡镇，是中华人民共和国广西壮族自治区贵港市桂平市下辖的一个乡镇级行政单位。

## 行政区划
社坡镇下辖以下地区：
社坡村、加惠村、新华村、里中村、福和村、太安村、宁明村、光明村、禄全村、维新村、西安村、复安村、宝土村、金福村、高双村、高旺村、理端村、清高村、理竹村和新理村。